# Eleonore Marguerre
Eleonore Marguerre (* 8. Januar 1978, in Seeheim-Jugenheim) ist eine deutsche Opernsängerin (Sopran).

## Leben
Marguerre studierte in Karlsruhe und an der Universität für Musik und darstellende Kunst Wien, wo sie unter Margarita Lilowa ihr Gesangsdiplom ablegte. Erste Erfahrungen als Sängerin sammelte Marguerre 1999 in der Partie der Pamina in Die Zauberflöte bei ihrem Debüt in Meran, 2005 in der Titelrolle in Aribert Reimanns Melusine und 2006 als Konstanze in Die Entführung aus dem Serail, beides am Deutschen Nationaltheater Weimar, sowie an der Wiener Staatsoper und der Semperoper Dresden.
2006 debütierte sie als Venere in Mozarts Ascanio in Alba an der Mailänder Scala. 2009 war sie als Juliette in Korngolds Die tote Stadt am Teatro La Fenice zu hören. 2014 sang sie Die Zauberflöte an der Opéra Bastille, 2016 Manon am Grand Théâtre de Genève, 2017 Das schlaue Füchslein am Theatre de la Monnaie in Brüssel.
Seit 2010 ist Marguerre in Frankreich zu hören, an der Opéra national de Lorraine als Ghita in Zemlinskys Der Zwerg, an der Opéra de Nice und der Opéra national de Bordeaux mit Mozarts Lucio Silla und an der Opéra de Monaco als Woglinde in Das Rheingold. Seit 2011 war sie am Theater Dortmund zu Gast als Gräfin Almaviva in Le nozze di Figaro, der Titelpartie von Massenets Manon, Fiordiligi in Così fan tutte, der Titelrolle in Monteverdis L’incoronazione di Poppea, sowie als Violetta Valéry in Giuseppe Verdis La traviata. In der Spielzeit 2015/2016 übernahm sie am Theater Dortmund die Rolle der Armida in Händels Rinaldo. 2016 folgte die Marguerite in Faust in der Regie von John Fulljames und 2017 die Titelrolle in Arabella von Richard Strauss. 2018 sang sie die Natascha in Krieg und Frieden von Sergei Prokofjew an der Oper Nürnberg.
2019 sang sie die Uraufführung der Oper Frankenstein von Mark Grey am Theatre la Monnaie, 2020 erstmals Fidelio in Cottbus, Manon am Staatstheater Nürnberg.
2021 tourte sie in Frankreich als Rosalinde in Die Fledermaus, die im TV übertragen wurde und debütierte an der Oper Breslau als Marguerite in Faust. 2022 sang sie Hindemiths Neues vom Tage am Musiktheater im
Revier und die Barock-Oper Talestri am Staatstheater Nürnberg.

## Auszeichnungen (Auswahl)
- 2004: Competizione dell’ Opera: 3. Preis und Publikumspreis.[13]
- 2006: Leyla Gencer Voice Competition: 2. Preis.[14]
- 2008: Concours Marcello Viotti: Preis der Mozart-Vereinigung Genf.[15]
- 2009: 14th Boris Christoff International Competition for Young Singers: Gold-Medaille.[16]

## Diskografie
- Max Bruch: Das Lied von der Glocke op. 45. Mit Eleanore Marguerre, Annette Markert, Klaus Florian Vogt, Mario Hoff, Philharmonischer Chor Prag, Staatskapelle Weimar; Dirigent: Jac van Steen. CPO, 2005
- Franz von Suppè: Die schöne Galathée. Mit Jörg Dürmüller, Marianne Beate Kielland, Klaus Häger, Eleanore Marguerre, Christian Brückner (Sprecher), Cappella Coloniensis; Dirigent: Bruno Weil. Capriccio, 2007
- Anna-Amalia von Sachsen-Weimar: Erwin und Elmire. Mit Johannes Kaleschke, Eleonore Marguerre, Heike Porstein, Uwe Stickert, Dominique Horwitz (Sprecher), Thüringisches Kammerorchester Weimar; Dirigent: Martin Hoff. Deutsche Schallplatten, 2007
- Wolfgang Amadeus Mozart: Demofoonte. Mit Eleanore Marguerre, Sunhae Im, Netta Or, Matthias Habich (Sprecher), Cappella Coloniensis. Dirigent: Bruno Weil. Arts Music, 2008
- Felix Mendelssohn Bartholdy: Symphony No. 2 “Lobgesang”. Deutscher Kammerchor, Eleonore Marguerre, Ulrika Strömstedt, Markus Schäfer, Heidelberger Sinfoniker; Dirigent: Thomas Fey. Hänssler Classic, 2009
- Józef Koffler: Kantate Die Liebe, op. 14, auf Poland Abroad – Chamber Music. Mit Ib Hausmann (Klarinette), Aperto Piano Quartett. EDA 2013
- Jon Pescevich: Liederzyklus American Transcendental auf dem Album At the Edge of Night. Piano: Andreas Korn. Centaur, 2017

## Privates
Marguerre ist in Heidelberg aufgewachsen und lebt zusammen mit ihrem Mann Uwe Stickert, ebenfalls ein Opernsänger und ihren beiden Kindern in Weimar. Sie ist die Tochter von Hans-Joachim Haubold und Eva geb. Marguerre (1939–2022). Ihr Großvater Karl Marguerre war langjähriger Mathematik-Professor an der TH Darmstadt. Ihr Nach-Cousin ist der Unternehmer Wolfgang Marguerre.